# Tivoid jezici
Tivoid jezici (privatni kod: tivd), podskupina južnih bantoid jezika kojima govori desetak plemena u afričkim državama Kamerun (South West, North West, Adamawa) i Nigerija (Taraba, Cross River). Imne dobiva po najvažnijem jeziku tiv.
Njezini predstavnici su: 
- abon [abo], 1.000 (1973 SIL; Taraba);
- ambo [amb], 1.000 u državi Taraba;
- balo [bqo], 2.231 (2000 WCD; Taraba);
- batu [btu], 25.000, Taraba;
- bitare [brt], 113.862 u Nigeriji (2000 WCD) i 6.034 u Kamerunu (2000 WCD);
- caka [ckx], 5.000 (1983 Atlas Linguistique du Cameroun; South West);
- eman [emn], 800 (1990 SIL; South West);
- esimbi [ags], 20.000 (1982 SIL; North West);
- evant [bzz], 10.000 u Nigeriji (1996 SIL) i 1.000 u Kamerunu (1996 SIL);
- iceve-maci [bec], 7.000 u Kamerunu (1990) i 5.000 u Nigeriji (1990);
- ipulo [ass], 2.500 (1990 SIL; South West);
- iyive [uiv], 1.000 u Kamerunu (1996 WT) i 1.000 u Nigeriji (1992 Crozier and Blench);
- manta [myg], 5.300 (2001 SIL; South West);
- mesaka [iyo], 14.000 (1982 SIL; South West);
- osatu [ost], 400 (2002 SIL; South West);
- otank [uta], 3.000 (1973 SIL; Cross River); i
- tiv [tiv], 2.212.000 u Nigeriji (1991 UBS) i nešto u Kamerunu.[1]

## Vanjske poveznice
- Ethnologue (14th)
- Ethnologue (15th)